# گریت هوتون، یورک‌شر جنوبی
گریت هوتون (به انگلیسی: Great Houghton) یک روستا و محله مدنی در بریتانیا است که در کلان‌شهر مستقل بارنزلی واقع شده‌است. گریت هوتون ۲٬۴۷۵ نفر جمعیت دارد.